# 帕特里夏·C·赖特
帕特里夏·C·赖特（1944年9月10日—）是一位美国人类学家，知名于在马达加斯加拉努馬法納國家公園的狐猴研究，1989年获麦克阿瑟奖。